# ديفيد باركر (سياسي أمريكي)
ديفيد باركر (بالإنجليزية: David Parker)‏ هو سياسي أمريكي، ولد في 9 سبتمبر 1969 في ممفيس في الولايات المتحدة. حزبياً، نشط في الحزب الجمهوري. وقد انتخب عضو مجلس ولاية مسيسيبي.